# Al Rayyan
Al Rayyan (الريان) est l'une des 7 municipalités du Qatar. Al Rayyan s'étend sur 893 km2 et sa population est estimée à 272 583 habitants en 2004. La municipalité est créée en 1972, le pays avait alors 10 municipalités. La plus grande ville de la municipalité et la deuxième plus grande du Qatar est nommé Al Rayyan, aussi.
À la suite de la réorganisation territoriale de 2004, Al Rayyan a absorbé Al Jumaliyah et Jariyan al Batnah.  Sa superficie a crû de manière significative pour atteindre 5 818 km2, faisant de la municipalité la subdivision la plus étendue du pays.  En 2010, 455 623 habitants y vivaient, soit une densité de 78 habitants par km².  

## Sport
- Al Rayyan Club